# Ousmane Camara (football, 2001)
Pour les articles homonymes, voir Ousmane Camara (homonymie) et Camara.
Ousmane Camara, né le 3 novembre 2002 à Conakry, est un footballeur international guinéen qui évolue au poste de avant-centre au CD Castellón.

## Biographie

### Débuts et formation
Ousmane Camara, né le 3 novembre 2002 à Conakry, débute le football en France aux côtés de Castelnau le Crès puis il s'engage a l'AJ Auxerre en 2018.
Il évolue dans un premier temps avec l'équipe réserve du club icaunais, en National 3 et en National 2, où il dispute un total de cinquante-six matchs pour vingt-sept buts et trois passes décisives. Le 7 mars 2020, Ousmane Camara et l'AJ Auxerre remporte la National 3.

### AJ Auxerre et prêt
Le 13 novembre 2021, Ousmane Camara dispute ses premières minutes avec l'AJA lors de la large victoire quatre buts à deux contre le FC Limonest. Le 22 juin 2022, il signe son premier contrat professionnel avec l'AJ Auxerre. 
Le 5 aout 2023, lors de la 1ere journée de Ligue 2, Camara inscrit ses deux premiers buts avec l'AJ Auxerre contre Valenciennes FC lors d'une victoire quatre buts à un. Le 6 octobre suivant, Camara prolonge jusqu'en 2027 avec l'AJA.
Le 24 janvier 2024, Ousmane Camara est prêté jusqu’à la fin de saison au FC Annecy, sans option d’achat,. Trois jours plus tard, il joue son premier match avec le club savoyard contre Pau FC. Il marque son premier but le 3 février 2024, contre l'EA Guingamp lors d'une victoire quatre buts à un. Il prend part au total à quinze matchs pour six buts et deux passes décisives.

### CD Castellón
Le 28 août 2024, Ousmane Camara est transférée pour 500 milles euros en Liga HyperMotion au CD Castellón, jusqu'en 2027.
Il fait ses débuts pour le CD Castellón, le 22 décembre 2024, remplaçant Daijiro Chirino (en), lors de la 21e journée de Liga HyperMotion contre le Elche CF (défaite 2-0).
Le 23 mars 2025, lors de la 32e journée de Liga HyperMotion contre le Levante UD, Ousmane Camara inscrit ses deux premiers buts avec le CD Castellón (défaite 3-2).

### Parcours en sélection
Sur le plan national, Ousmane participe à la CAN -23 ans avec la  Guinée -23 ans, où il finira 4ème, il participe aussi aux Jeux Olympiques avec la Guinée olympique, disputant les trois matchs de groupe. De plus, il a déjà fait ses débuts avec la Syli lors des qualifications pour la Coupe du monde 2026.

## Palmarès

### En club
- AJ Auxerre rés.
  - Champion de France de National 3 en 2020